# Коммонс, Крис
Кристиа́н А́рран Ко́ммонс (англ. Kristian Arran Commons; 30 августа 1983, Мэнсфилд, Ноттингемшир, Англия), более известный как Крис Ко́ммонс (англ. Kris Commons) — шотландский футболист. Игрок национальной сборной своей страны. Выступает на позиции атакующего полузащитника. До своего перехода в стан «кельтов» в конце января 2011 года. Крис играл за английские клубы «Сток Сити», «Ноттингем Форест» и «Дерби Каунти». С 2008 года Коммонс выступает за сборную Шотландии, на сегодняшний день провёл в её составе двенадцать матчей, забил два гола.

## Клубная карьера

### «Сток Сити»
Крис родился 30 августа 1983 года в английском городе Мэнсфилд графства Ноттингемшир. Образование Коммонс получил в школе «Куарридейл» (англ. Quarrydale School) города Саттон-ин-Эшфилд.
В 1997 году 14-летний Крис пришёл в Академию клуба «Ноттс Каунти», где и начал серьёзно заниматься футболом. Уже через год талантливый игрок был замечен скаутами команды «Сток Сити», и вскоре ему было предложено продолжить спортивное образование в рядах «гончаров». Коммонс ответил на эту перспективу согласием.
После двух лет, проведённых в резервной команде «Сити», Коммонс подписал со стаффордширским коллективом свой первый профессиональный контракт в карьере — случилось это 1 августа 2000 года. За первый сезон в основной команде полузащитник не провёл ни одной игры, тем не менее он регулярно попадал в запас «Стока» на официальные матчи. 16 октября 2001 года состоялся дебют Криса в первом составе «Сити» — в тот день «гончары» в рамках розыгрыша Трофея Футбольной лиги встречались с «Блэкпулом». Следующий футбольный год шотландец практически полностью пропустил из-за тяжёлой травмы — разрыва крестообразных связок, которую он получил 22 сентября 2002 года в поединке с «Ипсвич Таун». Коммонс оправился от повреждения перед началом футбольного года 2003/04. Набравший отличную форму Крис стал игроком основного состава «Стока», проведя в общей сложности за этот сезон 36 игр, забив четыре мяча. В межсезонье шотландцу был предложен новый контракт с «Сити», однако он его отверг, сказав, что «хотел бы попробовать себя в другом клубе». В итоге 1 июля 2004 года было объявлено, что полузащитник стал игроком команды «Ноттингем Форест». Сумма сделки между «лесниками» и «Сити» составила 300 тысяч фунтов стерлингов.

### «Ноттингем Форест»
25 августа 2004 года Коммонс дебютировал в составе своей новой команды в матче Кубка английской лиги со «Сканторп Юнайтед». 8 января следующего года Крис впервые отличился за «Ноттингем», забив мяч в ворота «Куинз Парк Рейнджерс» в поединке на Кубок Англии.
Бо́льшую часть сезона 2006/07 Коммонс играл лишь периодически, страдая от рецидива недолеченной травмы. Тем не менее за этот футбольный год ему удалось забить за «Форест» 13 мячей. Наиболее результативными для полузащитника стали последние четыре тура Первой лиги Англии — в них Крис забил пять голов, что позволило «Ноттингему» занять четвёртое место в турнирной таблице и в играх плей-офф побороться за право выступать в Чемпионшипе в следующем сезоне. Но сбыться мечтам «лесников» было не суждено — в матчах на вылетах «красные» по сумме двух поединков уступили клубу «Йовил Таун». Сразу же по окончании сезона в английской прессе появилась информация, что Крис покинет свою команду, но Коммонс прекратил эти пересуды, подписав 2 июля 2007 года новый контракт с «Форест» сроком на один год.
Первый матч сезона 2007/08 стал юбилейным для шотландца — отыграв в поединке против «Борнмута», полузащитник провёл свою сотую игру за «Ноттингем». Футбольный год закончился для «Форест» удачно — заняв третье место в турнире Первой английской лиги, «лесники» добились повышения в классе. Коммонс проявил себя, как один из главных творцов этого успеха — в 45 матчах сезона он сумел десять раз поразить ворота соперников. По итогам футбольного года Крис вошёл в символическую сборную Первого дивизиона. Не дожидаясь конца сезона, руководство «Ноттингема» предложило шотландцу продлить с клубом соглашение о сотрудничестве. Коммонс отверг эту перспективу, мотивировав это своим желанием поискать новые цели и мотивации в другом коллективе. После этого заявления главный тренер «лесников» Колин Колдервуд в интервью сказал, что клуб не будет пытаться удержать Криса в команде любой ценой, поэтому полузащитник покинет «Ноттингем» сразу же по окончании своего текущего контракта и станет свободным агентом.

### «Дерби Каунти»
2 июня 2008 года Коммонс пополнил ряды клуба «Дерби Каунти», подписав с «баранами» соглашение о сотрудничестве, рассчитанное на три года. 9 августа Крис, проведя полный матч против «Донкастер Роверс», впервые защищал цвета дербиширской команды в официальной встрече. 13 сентября в поединке против «Шеффилд Юнайтед» шотландец получил травму, выведшую его из строя на шесть недель. На поле Крис вернулся в середине октября. 21 октября Коммонс забил свой первый гол за «баранов», поразив со штрафного удара ворота «Блэкпула». 28 декабря подал в отставку главный тренер «Дерби» Пол Джуэлл. Временно принявший бразды командой Дэвид Лоу перевёл Коммонса с привычной ему позиции крайнего полузащитника на острие атаки. Вскоре это начало приносить плоды — 7 января 2009 года в полуфинальном поединке Кубка лиги, в котором «Дерби» встречались с «Манчестер Юнайтед», Крис забил гол ударом с 25 метров. Этот мяч оказался единственным в этой встрече, «бараны» сенсационно победили со счётом 1:0, а шотландец получил награду «Лучшего игрока матча». Новый главный тренер «Дерби» Найджел Клаф продолжил использовать Коммонса на позиции форварда. Крис оправдал возложенные на него надежды — 31 января и 4 февраля шотландец забил по мячу в ворота «Ковентри Сити» и «Ноттингем Форест», соответственно. Гол своей бывшей команде оказался историческим — благодаря ему «бараны» победили своего принципиального соперника со счётом 2:0, и эта победа оказалась первым подобным успехом «Каунти» на домашнем стадионе «лесников» «Сити Граундс» за последние тридцать лет. Через две недели Коммонс дважды отличился в матче с «Блэкпулом». Мячи Криса в ворота «Манчестер Юнайтед» и «Ноттингем Форест» заняли шестое и седьмое место, соответственно, в списке важнейших голов в истории «Дерби». Опрос проводился среди болельщиков клуба в январе 2009 года в честь 125-летнего юбилея «Каунти». Всего в своём дебютном сезоне в стане «баранов» Крис провёл 45 матчей, в которых семь раз поражал ворота соперников.
Отличная игра Коммонса в футбольном году 2008/09 породила к фигуре шотландца интерес со стороны других коллективов. В частности, в межсезонье к работодателю Криса обращались с предложением покупки «Эвертон» и «Селтик», предложившие за полузащитника по четыре миллиона фунтов стерлингов, однако «Дерби» не захотели отпускать одного из своих лидеров. 15 августа 2009 года Коммонс забил свой первый гол в сезоне 2009/10, поразив ворота «Сканторп Юнайтед». 20 октября в матче с «Мидлсбро» Крис вновь травмировался и был заменён уже на 11-й минуте минуте поединка. На поле Коммонс вернулся 28 декабря, поучаствовав в игре с «Ньюкасл Юнайтед». Сезон 2009/10 складывался для «баранов» сложно — из-за неровной игры команды «Каунти» к середине сезона не обезопасили себя от вылета из Чемпионшипа. В это время Коммонс вновь проявил своё умение забивать важные мячи — 9 февраля он поразил ворота «Ньюкасла», 16 февраля — клуба «Престон Норт Энд». Тем не менее 20 февраля у шотландца случился рецидив недавнего повреждения. Соперником «баранов» в тот день был «Суонси Сити». Набирать форму Крис вновь начал к концу апреля 2010 года. В последнем туре Чемпионшипа «Дерби» — «Кардифф Сити», который состоялся 2 мая, «баранам» нужна была только победа, так как они находились в зоне вылета из Первого дивизиона Англии. Главный тренер «Каунти» Найджел Клаф рискнул и выставил Коммонса в основном составе, хотя тот ещё не набрал оптимальных физических кондиций. Менеджер не прогадал — во многом благодаря удачным действиям Криса «бараны» уверенно победили со счётом 2:0. Этот успех поднял «Дерби» на 15-е место Чемпионшипа и тем самым спас клуб Коммонса от вылета.

В начале нового сезона Крис вновь регулярно появлялся в стартовом составе «Каунти», в пяти первых играх он забил по голу в ворота «Лидс Юнайтед» и «Куинз Парк Рейнджерс». Несмотря на это Найджел Клафф достаточно неожиданно для футбольной общественности раскритиковал шотландца после поединка, состоявшегося 18 сентября, в котором «бараны» сыграли вничью с «Барнсли», показав невразумительную игру: 
На первый взгляд всё нормально — Коммонс много владеет мячом, раздаёт пасы, бьёт по воротам. Но я недоволен им. Он лидер команды, и если я от всех своих футболистов требую стопроцентной отдачи, то ему необходимо работать на все двести. Я говорил с ним об этом после матча, и надеюсь ему пойдёт на пользу подобная критика.
 Крис внял словам главного тренера и в следующих 12 играх девять раз поразил ворота соперников. Блестящая форма Коммонса привлекла к нему внимание со стороны тренерского штаба сборной Шотландии, но шотландец временно развеял спекуляции вокруг своих перспектив в «тартановой армии», заявив: 
В настоящее время я не буду рассматривать приглашение в национальную сборную, так как моя цель — выступления за клуб, и сейчас я хочу сконцентрироваться лишь на этом.
 В то же время в виду истекающего в конце сезона контракта Коммонса с «Дерби» вновь начались пересуды о его будущем. В начале ноября появились слухи, что к руководству «баранов» по возможному трансферу Криса предметно обратился шотландский «Рейнджерс», но представители «Каунти» опровергли эту информацию, а сам Коммонс заявил о своём желании остаться в своей текущей команде. Вскоре «Дерби» заявили о начале переговоров с полузащитником по его новому контракту. 20 ноября Крис забил свой десятый гол в сезоне 2010/11, огорчив вратаря клуба «Сканторп Юнайтед» Фрэнка Филдинга.

### «Селтик»
В середине января 2011 года руководство «Дерби» объявило, что Коммонсу предложен новый беспрецедентный контракт, который может сделать его самым высокооплачиваемым игроком в истории клуба. Но к этому времени Крис из-за затянувшихся переговоров уже сам не желал оставаться в рядах «баранов» и потребовал от «Каунти» продать его или в «Рейнджерс», или в «Селтик», кои объявили о своей заинтересованности в персоне полузащитника. В конце концов в «Дерби» согласились отпустить Коммонса в любой из этих клубов.
28 января 2011 года Крис подписал контракт сроком на три с половиной года с глазговским «Селтиком». Сумма сделки между «Каунти» и «кельтами» составила 300 тысяч фунтов стерлингов. В новой команде Коммонс взял номер «15», ранее принадлежавший отправившемуся в аренду защитнику Йосу Хойвелду.
Уже на следующий день Крис дебютировал в «Селтике», выйдя в основном составе на полуфинальный матч Кубка шотландской лиги против клуба «Абердин». Уже через шесть минут после начала встречи Коммонс прекрасным дальним ударом открыл счёт своим голам за «кельтов». 6 февраля полузащитник вновь отличился забитым мячом, поразив ворота глазговского «Рейнджерс» в матче дерби «Old Firm» в рамках Пятого раунда розыгрыша национального кубка страны. Первый гол в шотландской Премьер-лиге Коммонс забил 20 февраля, вновь оставив не у дел голкипера «джерс» Аллана Макгрегора.

### Клубная статистика
| Клуб                        | Сезон                       | Чемпионат | Чемпионат | Кубок | Кубок | Кубок Лиги | Кубок Лиги | Трофей Футбольной Лиги | Трофей Футбольной Лиги | Плей-офф Лиги | Плей-офф Лиги | Еврокубки | Еврокубки | Итого | Итого |
| Клуб                        | Сезон                       | Игры      | Голы      | Игры  | Голы  | Игры       | Голы       | Игры                   | Голы                   | Игры          | Голы          | Игры      | Голы      | Игры  | Голы  |
| --------------------------- | --------------------------- | --------- | --------- | ----- | ----- | ---------- | ---------- | ---------------------- | ---------------------- | ------------- | ------------- | --------- | --------- | ----- | ----- |
| Сток Сити                   | 2001/02                     | —         | —         | —     | —     | —          | —          | 1                      | 0                      | —             | —             | —         | —         | 1     | 0     |
| Сток Сити                   | 2002/03                     | 8         | 1         | —     | —     | 1          | 0          | —                      | —                      | —             | —             | —         | —         | 9     | 1     |
| Сток Сити                   | 2003/04                     | 33        | 4         | 1     | 0     | 2          | 0          | —                      | —                      | —             | —             | —         | —         | 36    | 4     |
| Всего за «Сток Сити»        | Всего за «Сток Сити»        | 41        | 5         | 1     | 0     | 3          | 0          | 1                      | 0                      | 0             | 0             | 0         | 0         | 46    | 5     |
| Ноттингем Форест            | 2004/05                     | 30        | 6         | 3     | 1     | 3          | 0          | —                      | —                      | —             | —             | —         | —         | 36    | 7     |
| Ноттингем Форест            | 2005/06                     | 37        | 8         | —     | —     | 1          | 0          | —                      | —                      | —             | —             | —         | —         | 38    | 8     |
| Ноттингем Форест            | 2006/07                     | 32        | 9         | 3     | 3     | —          | —          | 3                      | 0                      | 2             | 1             | —         | —         | 40    | 13    |
| Ноттингем Форест            | 2007/08                     | 39        | 9         | 3     | 1     | 2          | 0          | 1                      | 0                      | —             | —             | —         | —         | 45    | 10    |
| Всего за «Ноттингем Форест» | Всего за «Ноттингем Форест» | 138       | 32        | 9     | 5     | 6          | 0          | 4                      | 0                      | 2             | 1             | 0         | 0         | 159   | 38    |
| Дерби Каунти                | 2008/09                     | 34        | 5         | 4     | 1     | 7          | 1          | —                      | —                      | —             | —             | —         | —         | 45    | 7     |
| Дерби Каунти                | 2009/10                     | 20        | 3         | 4     | 1     | —          | —          | —                      | —                      | —             | —             | —         | —         | 24    | 4     |
| Дерби Каунти                | 2010/11                     | 26        | 13        | 1     | 0     | 1          | 0          | —                      | —                      | —             | —             | —         | —         | 28    | 13    |
| Всего за «Дерби Каунти»     | Всего за «Дерби Каунти»     | 80        | 21        | 9     | 2     | 8          | 1          | 0                      | 0                      | 0             | 0             | 0         | 0         | 97    | 24    |
| Селтик                      | 2010/11                     | 14        | 11        | 5     | 2     | 2          | 1          | —                      | —                      | —             | —             | —         | —         | 21    | 14    |
| Селтик                      | 2011/12                     | 24        | 1         | 3     | 0     | 2          | 0          | —                      | —                      | —             | —             | 4         | 0         | 33    | 1     |
| Селтик                      | 2012/13                     | 23        | 8         | 2     | 1     | 3          | 3          | —                      | —                      | —             | —             | 12        | 2         | 40    | 14    |
| Всего за «Селтик»           | Всего за «Селтик»           | 61        | 20        | 10    | 3     | 7          | 4          | 0                      | 0                      | 0             | 0             | 16        | 2         | 94    | 29    |
| Всего за карьеру            | Всего за карьеру            | 320       | 78        | 29    | 10    | 24         | 5          | 5                      | 0                      | 2             | 1             | 16        | 2         | 396   | 96    |

(откорректировано по состоянию на 31 марта 2013)

## Сборная Шотландии
Несмотря на то, что Коммонс родился в Англии, он имел право выступать за шотландскую национальную сборную поскольку родители его матери были гражданами этой страны на севере Британских островов. 12 августа 2008 года Крис впервые был призван под знамёна «тартановой армии» на товарищеский матч против Северной Ирландии. В том поединке полузащитник и дебютировал в сборной Шотландии, заменив на 62-й минуте встречи Джеймса Моррисона. 16 ноября 2011 года Коммонс забил свой первый гол за «горцев», поразив в выставочном поединке ворота команды Фарерских островов.

### Матчи и голы за сборную Шотландии
| №  | Дата             | Место                                                           | Оппонент          | Счёт | Голы Коммонса | Соревнование                                    |
| 1  | 20 августа 2008  | «Хэмпден Парк», Глазго, Шотландия                               | Северная Ирландия | 0:0  | —             | Товарищеский матч                               |
| 2  | 6 сентября 2008  | Национальный стадион Филиппа II Македонского, Скопье, Македония | Македония         | 0:1  | —             | Отборочный матч чемпионата мира по футболу 2010 |
| 3  | 10 сентября 2008 | «Лаугардалсвёллур», Рейкьявик, Исландия                         | Исландия          | 2:1  | —             | Отборочный матч Чемпионата мира по футболу 2010 |
| 4  | 19 ноября 2008   | «Хэмпден Парк», Глазго, Шотландия                               | Аргентина         | 0:1  | —             | Товарищеский матч                               |
| 5  | 12 августа 2009  | «Уллевол», Осло, Норвегия                                       | Норвегия          | 0:4  | —             | Отборочный матч чемпионата мира по футболу 2010 |
| 6  | 9 сентября 2009  | «Хэмпден Парк», Глазго, Шотландия                               | Нидерланды        | 0:1  | —             | Отборочный матч чемпионата мира по футболу 2010 |
| 7  | 16 ноября 2010   | «Питтодри», Абердин, Шотландия                                  | Фарерские острова | 3:0  | 1             | Товарищеский матч                               |
| 8  | 9 февраля 2011   | «Авива», Дублин, Ирландия                                       | Северная Ирландия | 3:0  | 1             | Кубок наций 2011                                |
| 9  | 27 марта 2011    | «Эмирейтс», Лондон, Англия                                      | Бразилия          | 0:2  | —             | Товарищеский матч                               |
| 10 | 12 октября 2012  | «Кардифф Сити», Кардифф, Уэльс                                  | Уэльс             | 1:2  | —             | Отборочный матч чемпионата мира по футболу 2014 |
| 11 | 16 октября 2012  | Стадион короля Бодуэна, Брюссель, Бельгия                       | Бельгия           | 0:2  | —             | Отборочный матч чемпионата мира по футболу 2014 |
| 12 | 6 февраля 2013   | «Питтодри», Абердин, Шотландия                                  | Эстония           | 1:0  | —             | Товарищеский матч                               |

Итого: 12 матчей / 2 гола; 4 победы, 1 ничья, 7 поражений.
(откорректировано по состоянию на 6 февраля 2013)

### Сводная статистика игр/голов за сборную
| Сборная          | Год              | Отборочные матчи ЧМ | Отборочные матчи ЧМ | Финальные матчи ЧМ | Финальные матчи ЧМ | Отборочные матчи ЧЕ | Отборочные матчи ЧЕ | Финальные матчи ЧЕ | Финальные матчи ЧЕ | Кубок наций | Кубок наций | Товарищеские матчи | Товарищеские матчи | Итого | Итого |
| Сборная          | Год              | Игры                | Голы                | Игры               | Голы               | Игры                | Голы                | Игры               | Голы               | Игры        | Голы        | Игры               | Голы               | Игры  | Голы  |
| ---------------- | ---------------- | ------------------- | ------------------- | ------------------ | ------------------ | ------------------- | ------------------- | ------------------ | ------------------ | ----------- | ----------- | ------------------ | ------------------ | ----- | ----- |
| Шотландия        | 2008             | 2                   | 0                   | —                  | —                  | —                   | —                   | —                  | —                  | —           | —           | 2                  | 0                  | 4     | 0     |
| Шотландия        | 2009             | 2                   | 0                   | —                  | —                  | —                   | —                   | —                  | —                  | —           | —           | —                  | —                  | 2     | 0     |
| Шотландия        | 2010             | —                   | —                   | —                  | —                  | —                   | —                   | —                  | —                  | —           | —           | 1                  | 1                  | 1     | 1     |
| Шотландия        | 2011             | —                   | —                   | —                  | —                  | —                   | —                   | —                  | —                  | 1           | 1           | 1                  | 0                  | 2     | 1     |
| Шотландия        | 2012             | 2                   | 0                   | —                  | —                  | —                   | —                   | —                  | —                  | —           | —           | —                  | —                  | 2     | 0     |
| Шотландия        | 2013             | —                   | —                   | —                  | —                  | —                   | —                   | —                  | —                  | —           | —           | —                  | —                  | 1     | 0     |
| Всего за карьеру | Всего за карьеру | 6                   | 0                   | 0                  | 0                  | 0                   | 0                   | 0                  | 0                  | 1           | 1           | 5                  | 1                  | 12    | 2     |

(откорректировано по состоянию на 6 февраля 2013)

## Достижения

### Командные достижения
«Селтик»
- Чемпион Шотландии (5): 2011/12, 2012/13, 2013/14, 2014/15, 2015/16
- Обладатель Кубка Шотландии (2): 2010/11, 2012/13
- Обладатель кубка шотландской лиги: 2014/15
- Финалист Кубка шотландской лиги: 2010/11

 Сборная Шотландии
- Серебряный призёр Кубка наций: 2011

### Личные достижения
- Игрок года по версии футболистов Профессиональной футбольной ассоциации Шотландии: 2014
- Игрок года по версии Шотландской ассоциации футбольных журналистов: 2014
- Лучший бомбардир чемпионата Шотландии: 2013/14

## Личная жизнь
Коммонс прекрасно готовит, его сильная сторона в этом — блюда итальянской кухни. В свободное время Крис любит играть в гольф или смотреть различные телепрограммы и сериалы, среди которых он называет любимыми «Клан Сопрано» и «Красавцы».